# Amore: discorso primo
Amore: discorso primo è un dipinto di Leonardo Dudreville. Eseguito nel 1924, appartiene alle collezioni d'arte della Fondazione Cariplo.

## Descrizione
Si tratta di uno spaccato di un edificio, composto a mo' di polittico, in cui sono raffigurate diverse manifestazioni dell'amore: quello umano, animale, artistico, sacro, quello delle varie età, quello di vario tipo, coniugale, peccaminoso, desiderato, dimenticato. Nel dipinto vi sono riferimenti autobiografici: oltre all'ambientazione veneziana, nel riquadro in alto a sinistra il pittore si autoritrae con il bicchiere in mano, a destra suo padre è intento nella lettura, e al centro Marcella, la sua prima compagna, è ritratta con un bambino.

## Storia
Il dipinto, come scritto da Dudreville nelle sue memorie, ebbe una gestazione di tre anni. Appartenuto a una collezione privata veronese fino al 1989, fu acquistato quell'anno dalla Fondazione Cariplo. Notevole è la sua storia espositiva. Nel 1924 fu l'unica opera con cui Dudreville partecipò alla mostra Sei pittori del Novecento allestita alla Biennale di Venezia. Fu quindi esposto alla personale milanese di Dudreville del 1936 e alle Mostra del Novecento italiano (1923-1933) (Palazzo della Permanente, 1983), Realismo magico, pittura e scultura in Italia 1919-1925 (Verona, 1988-89) e Realismo magico, pittura e scultura in Italia 1919-1925 (Palazzo Reale, 1989).

## Critica
L'opera, considerata dalla critica e dall'artista stesso uno dei suoi lavori più impegnativi dopo il ritorno dall'astrattismo al realismo, fu giudicata da Ugo Nebbia «ingeniosissima, greve di concetto». Margherita Sarfatti la definì invece «troppo vasta [...] e narrativa e dimostrativa più che non pittoresca e plastica», giudizio considerabile una delle cause dell'abbandono di Dudreville del gruppo Novecento.